# Інтернатура
Інтернатура — система первинного підвищення кваліфікації випускників вищих медичних закладів, незалежно від підпорядкування та форми власності, після закінчення якої їм присвоюється кваліфікація лікаря (провізора) — спеціаліста певного фаху. Основним завданням інтернатури є підвищення рівня практичної підготовки випускників вищих медичних (фармацевтичних) закладів освіти III—IV рівнів акредитації та медичних факультетів університетів, їх професійної готовності до самостійної лікарської (провізорської) діяльності.
Під час навчання в інтернатурі лікарі (провізори) — інтерни можуть одночасно навчатися в магістратурі з такої ж спеціальності, як і спеціальність інтернатури. Навчання в магістратурі проводиться на тій же кафедрі вищого закладу освіти, на якій лікар(провізор)- інтерн проходить очну форму навчання в інтернатурі. Вступ до магістратури та навчання в ній регламентуються Тимчасовим положенням про порядок підготовки магістрів медицини (фармації) у вищому медичному (фармацевтичному закладі освіти IV рівня акредитації, яке затверджується Міністерством охорони здоров'я України за погодженням з Міністерством освіти України).